# Каррик, Майкл
Майкл Э́дриен Ка́ррик (англ. Michael Adrian Carrick; род. 28 июля 1981[…], Уолсенд, Тайн-энд-Уир) — английский футболист и футбольный тренер.
Начал карьеру в клубе «Вест Хэм Юнайтед», после чего играл за «Тоттенхэм Хотспур». В 2006 году перешёл в «Манчестер Юнайтед», за который выступал на протяжении 12 сезонов и сыграл 464 матча. В составе сборной Англии дебютировал в 2001 году в возрасте 19 лет в матче со сборной Мексики. В общей сложности провёл за сборную Англии 34 матча.
После окончания игровой карьеры вошёл в тренерский штаб «Манчестер Юнайтед», который возглавлял Жозе Моуринью, заняв пост ассистента главного тренера. Продолжил работать в этом же качестве в штабе Уле Гуннара Сульшера, а после его отставки 21 ноября 2021 года был назначен исполняющим обязанности главного тренера «Манчестер Юнайтед». После назначения Ральфа Рангника временным главным тренером до конца сезона 2021/22 Каррик принял решение покинуть клуб.

## Клубная карьера

### Ранние годы
Майкл родился в семье Винса и Линн Карриков. Он начал играть в футбол в возрасте пяти лет. Каждую субботу вечером он играл за клуб «Уолсенд Бойз», в котором его отец был волонтёром. Когда Майклу исполнилось 12, он перешёл в «Уолсенд Скулз», а затем в «Норт Тайнсайд Скулз». Ещё выступая за «Уолсенд Бойз», Каррик был вызван в сборную Англии для мальчиков. В школьные годы и период, предшествовавший его переходу в «Вест Хэм Юнайтед», Каррик играл на позиции нападающего. Лишь в «Вест Хэме» он перешёл в полузащиту.

### «Вест Хэм Юнайтед»
Майкл учился в средней школе Западного Уолсенда и в школе Бернсайд Коммьюнити. После того как он получил аттестат о среднем образовании (англ. GCSE) в 1997 году, многие клубы хотели подписать талантливого футболиста. Самыми удачливыми оказались скауты «Вест Хэм Юнайтед» в Уолсенде Дейв Муни и Билл Гиббс, которые следили за Майклом со времён его выступления за «Уолсенд Бойз». Талантливый футболист не привлекал к себе большого внимания северо-восточных клубов. По мнению Гарри Реднаппа, причина этого заключалась в том, что Каррик был слишком высоким и нескладным, вдобавок к чему постоянно испытывал боли в коленях.
Профессиональная футбольная карьера Каррика началась в знаменитой молодёжной академии «Вест Хэм Юнайтед» в 1998 году. Майкл отлично проявил себя в финале Молодёжного кубка Англии, в котором он (наряду с другой восходящей звездой Джо Коулом) помог «Вест Хэму» одержать сверхубедительную победу над «Ковентри Сити» со счётом 9:0 (из них два мяча забил Каррик).
Дебют Каррика на уровне основной команды состоялся в августе 1999 года во встрече с «Брэдфорд Сити», когда Майкл вышел на замену Рио Фердинанду. «Молотки» выиграли в этом матче со счётом 3:0. По ходу сезона Каррик провёл два месяца в аренде в «Суиндон Таун» и месяц в «Бирмингем Сити», после чего сыграл несколько матчей за «Вест Хэм», забив свой первый гол за клуб 22 апреля 2000 года в ворота «Ковентри». В сезоне 2000/01 он провёл свой первый полный сезон за «Вест Хэм» и проявил себя с лучшей стороны, за что был номинирован на звание молодого игрока года по версии Профессиональной футбольной ассоциации (однако награда досталась Стивену Джеррарду из «Ливерпуля»).
Большую часть сезона 2002/03 Каррик пропустил из-за травмы, а «молотки» вылетели из Премьер-лиги. Каррик решил остаться в команде и сезон 2003/04 провёл в Чемпионате Футбольной лиги. «Вест Хэм» финишировал в зоне плей-офф, но не сумел пробиться в премьер-лигу, уступив «Кристал Пэлас» со счётом 1:0. Майкл был включён в команду года по версии ПФА в своём дивизионе.
По окончании сезона ряд клубов начал проявлять интерес к Каррику, включая «Портсмут», «Арсенал» и «Тоттенхэм Хотспур». Сообщалось, что «Арсенал» лидировал в гонке за полузащитником, но затем Патрик Виейра решил остаться в команде, и «канониры» вышли из числа претендентов на Каррика.

### «Тоттенхэм Хотспур»
24 августа 2004 года Каррик перешёл в «Тоттенхэм Хотспур» за 3,5 млн фунтов стерлингов. Из-за травмы он дебютировал за «шпор» лишь 18 октября, когда «Тоттенхэм» проиграл в гостях «Портсмуту» (1:0). Первый матч в стартовом составе Каррик провёл 9 ноября уже под руководством нового тренера: Жак Сантини был уволен, а его место занял Мартин Йол. «Тоттенхэм» победил «Бернли» в четвёртом раунде Кубка Футбольной лиги со счётом 3:0, Майкл сделал одну из голевых передач.
В команде Йола Каррик стал одним из ключевых футболистов. Он пропустил всего лишь 3 матча премьер-лиги в сезоне 2005/06. 3 декабря 2005 года Каррик забил первый гол за «шпор», который принёс им победу над «Сандерлендом» (3:2). По итогам сезона он сделал больше всего передач среди игроков «Тоттенхэма» и разделил первое место с нападающим Мидо по результативным передачам. «Шпоры» показали лучший результат за время выступлений в премьер-лиге, заняв 5-е место. При этом до последнего тура они шли четвёртыми и уступили лигочемпионское место «Арсеналу» лишь после поражения от «Вест Хэма» 7 мая; перед этим матчем 10 игроков «Тоттенхэма», включая Каррика, стали жертвами пищевого отравления.

### «Манчестер Юнайтед»

#### 2006—2009

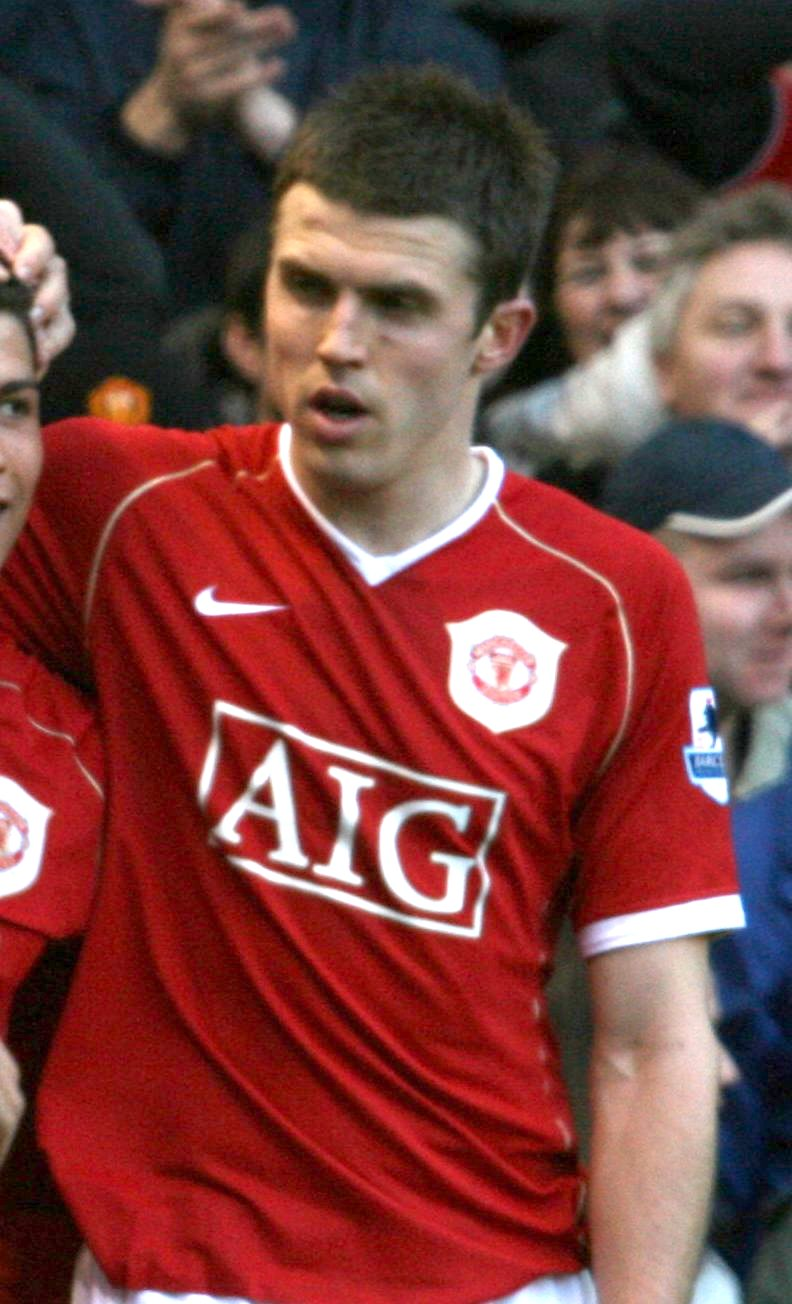
Майкл Каррик во время манчестерского дерби 9 декабря 2006 года

31 июля 2006 года Каррик перешёл в «Манчестер Юнайтед». «Шпоры» отклонили первоначальное предложение «Юнайтед» в размере 10 млн фунтов, но согласились на базовую выплату в размере 14 млн плюс бонусы, потенциально увеличивающие сумму трансфера до 18,6 млн в зависимости от успехов игрока и клуба. Это сделало Каррика пятым в списке самых дорогих трансферов «Манчестер Юнайтед» на тот момент. Главный тренер «красных дьяволов» сэр Алекс Фергюсон видел в Каррике замену бывшего капитана Роя Кина, и Майкл получил футболку с номером «16», ранее принадлежавшим Кину.
Каррик дебютировал за «Манчестер Юнайтед» в Премьер-лиге 23 августа 2006 года, выйдя на замену в матче против «Чарльтон Атлетик», который «Манчестер» выиграл со счётом 3:0. 26 августа он впервые вышел в стартовом составе «красных дьяволов» в игре с «Уотфордом» («Юнайтед» выиграл 2:1).
В сезоне 2006/07 Каррик почти во всех матчах выходил в стартовом составе. В конце декабря он получил небольшую травму, а на его позицию в зоне опорного полузащитника Фергюсон ставил Джона О’Ши или Даррена Флетчера. Первый гол за «Манчестер Юнайтед» Майкл забил 13 января 2007 года в домашнем матче против «Астон Виллы» на «Олд Траффорд» (хозяева праздновали победу со счётом 3:1).
10 апреля 2007 года Каррик забил два гола дальними ударами в ворота итальянской «Ромы» в ответном четвертьфинальном матче Лиги чемпионов на «Олд Траффорд». «Юнайтед» победил со счётом 7:1 и вышел в полуфинал, в котором, однако, уступил другому итальянскому клубу, «Милану». В премьер-лиге манкунианцы выступили успешнее, завоевав титул чемпионов Англии впервые за четыре года. Эта победа стала для Майкла первой за карьеру. В последнем матче сезона «красные дьяволы» упустили возможность сделать дубль и проиграли «Челси» в финале Кубка Англии (0:1).
После подписания Оуэна Харгривза перед началом сезона 2007/08 Каррик признался, что ему не гарантировано место в основном составе. В октябре 2007 года Майкл получил перелом локтя в матче с «Ромой» в Лиге чемпионов. Он вернулся в игру 3 ноября, выйдя на замену Андерсону в матче с «Арсеналом».
Первый гол Каррика в сезоне 2007/08 состоялся в добавленное время дерби с «Манчестер Сити» 10 февраля 2008 года, которое «Юнайтед» проиграл со счётом 2:1. Майкл забил «Вест Хэму» 3 мая, завершив разгром «молотков» на «Олд Траффорд» (4:1), а неделю спустя манкунианцы оформили второе чемпионство подряд после решающей победы над «Уиганом».
21 мая 2008 года Каррик принял участие в финале Лиги чемпионов в «Лужниках», где соперником «Манчестер Юнайтед» был лондонский «Челси». Майкл отыграл все 120 минут (основное и дополнительное время) и забил один из послематчевых пенальти. «Красные дьяволы» выиграли титул, ставший первой европейской наградой Каррика, в год 40-летия первого триумфа в Кубке европейских чемпионов и 50-летия Мюнхенской трагедии.
17 мая, вслед за защитниками Рио Фердинандом и Уэсом Брауном, Каррик согласовал новый контракт с «Манчестер Юнайтед» до июня 2012 года.
10 августа 2008 года, в первом матче нового сезона (за Суперкубок Англии), Каррик вышел на замену и также реализовал послематчевый пенальти, а «Манчестер Юнайтед» победил «Портсмут». В первом туре английской премьер-лиги-2008/09 Каррик получил травму лодыжки и выбыл на три недели (из-за чего он пропустил игру за Суперкубок УЕФА), а в первом же матче после возвращения — новую травму, столкнувшись с полузащитником «Ливерпуля» Йосси Бенаюном. Это оставило Каррика вне игры ещё на шесть недель.

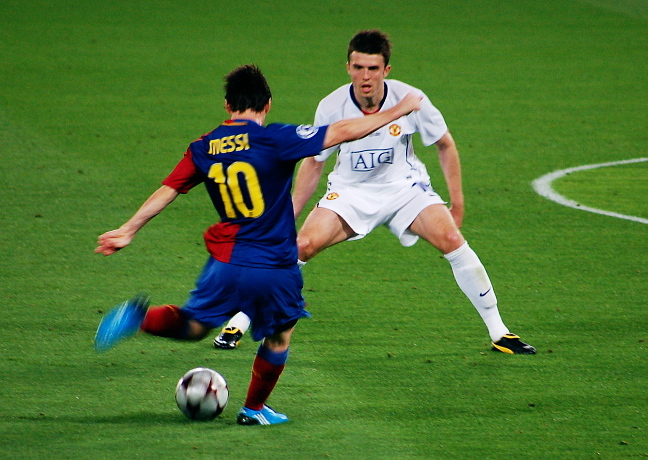
Майкл Каррик против Лионеля Месси 27 мая 2009 года

В дальнейшем Майкл регулярно выходил на поле в стартовом составе. 13 мая 2009 года он сделал результативный пас и забил победный гол в ворота «Уигана», что практически обеспечило манкунианцам титул чемпионов Англии (для этого нужно было набрать одно очко в двух последних матчах). В следующем туре «Манчестер Юнайтед» сыграл вничью против «Арсенала» и завоевал золотые медали в третий раз подряд и в 18-й раз в своей истории, сравнявшись с «Ливерпулем».
27 мая Каррик провёл полный матч на Олимпийском стадионе Рима, где состоялся финал Лиги чемпионов-2008/09. «Красные дьяволы» вышли в финал второй раз подряд, но повторить прошлогодний успех не смогли. «Манчестер» проиграл каталонской «Барселоне» со счётом 0:2, впоследствии Каррик назвал эту игру самым большим разочарованием в жизни.

#### 2009—2013
30 сентября 2009 года Каррик забил победный гол «Вольфсбургу» в матче группового этапа Лиги чемпионов на «Олд Траффорд». В середине сезона 2009/10 он сыграл несколько матчей в центре обороны из-за травм центральных защитников Рио Фердинанда, Неманьи Видича, Уэса Брауна и Джонни Эванса. Каррик никогда ранее не играл на этой позиции, тем не менее главный тренер «Манчестер Юнайтед» сэр Алекс Фергюсон позитивно оценил его выступление в новой роли.
Майкл сыграл в финале Кубка Футбольной лиги 28 февраля 2010 года, «Юнайтед» был сильнее «Астон Виллы» (1:2), и Каррик впервые получил золотую медаль этого турнира. В чемпионате Англии «Манчестер Юнайтед» занял второе место, отстав от «Челси» на одно очко.
Сезон 2010/11 начался для «Юнайтед» матчем на Суперкубок Англии, в котором манкунианцы взяли верх над «Челси» (1:3). Каррик вышел в стартовом составе и был заменён по ходу игры. В марте 2011 года Каррик продлил контракт с клубом до конца сезона 2013/14. Спустя два с половиной месяца «красные дьяволы» завоевали титул чемпионов страны в рекордный для английского футбола 19-й раз. Кроме того, «Манчестер Юнайтед» вновь добрался до финала Лиги чемпионов, обыграв в плей-офф марсельский «Олимпик», «Челси» и «Шальке 04». В финале «Юнайтед» уступил «Барселоне», на этот раз со счётом 3:1.

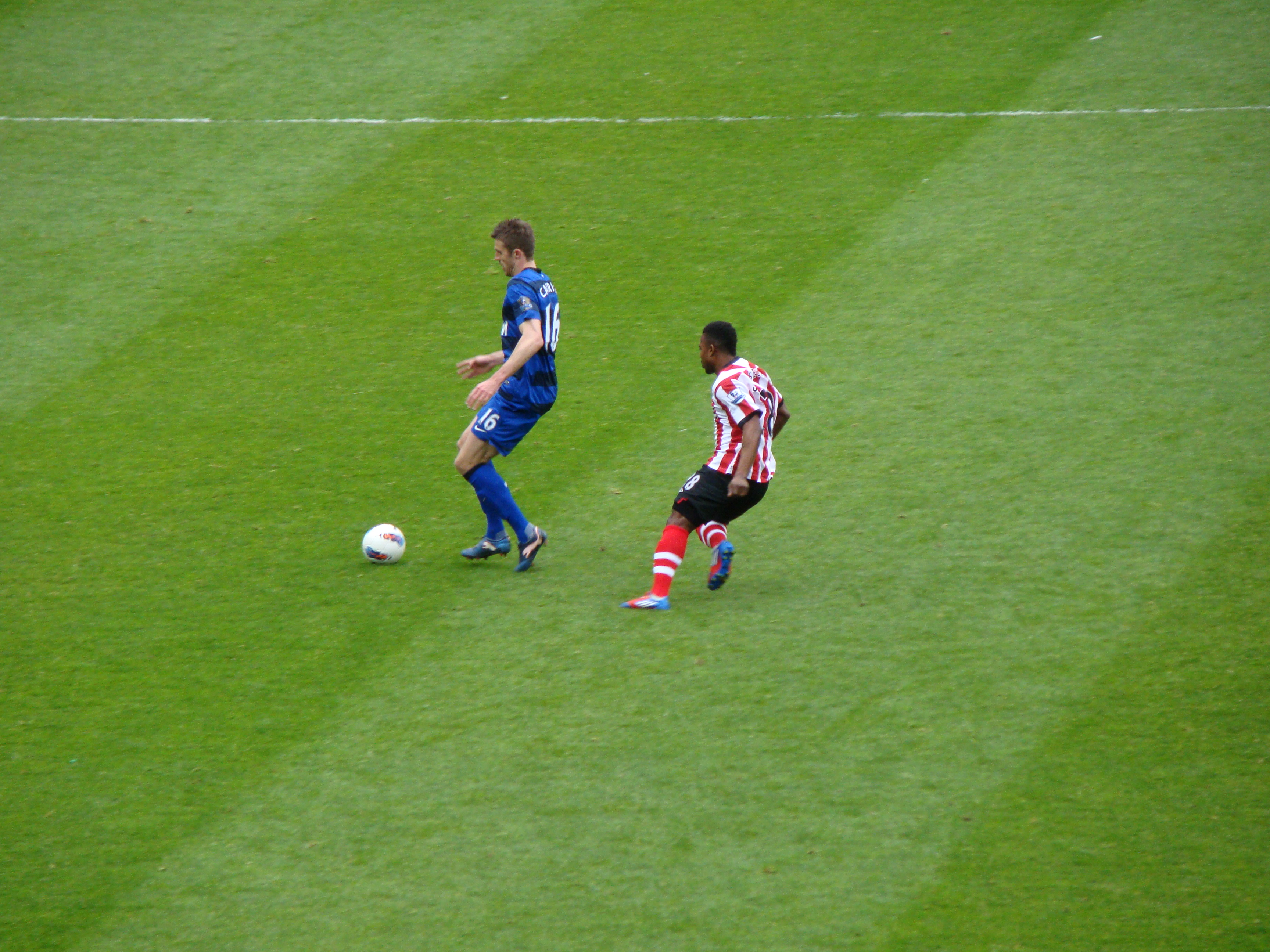
Каррик и Стефан Сессеньон в последнем туре Премьер-лиги 2011/12 (13 мая 2012 года)

В августе 2011 года «Манчестер Юнайтед» переиграл земляков из «Сити» в матче за Суперкубок Англии (2:3), уступая перед перерывом со счётом 2:0. Каррик был заменён после первого тайма на Тома Клеверли. 18 декабря он забил впервые за 70 матчей, записав на свой счёт гол в ворота «Куинз Парк Рейнджерс» в выездном матче премьер-лиги. Каррик вместе с партнёрами не смогли защитить чемпионский титул, который достался «Манчестер Сити» из-за лучшей разницы мячей при равенстве очков с «Юнайтед». В еврокубках «красные дьяволы» выступили намного хуже, чем в предыдущем сезоне: невыход из группы Лиги чемпионов и поражение на ранней стадии плей-офф Лиги Европы.
Майкл начал сезон 2012/13 на месте центрального защитника, играя в паре с Неманьей Видичем в первых двух турах премьер-лиги. В стартовом туре он проиграл верховое единоборство Маруану Феллайни и позволил тому забить победный гол «Эвертона». 19 сентября сам Каррик забил победный гол «Галатасараю» на «Олд Траффорд» в матче группового этапа Лиги чемпионов-2012/13 (1:0).
В этом сезоне Каррик сыграл 36 матчей в премьер-лиге — лучший показатель за карьеру. «Манчестер Юнайтед» выиграл чемпионат Англии в юбилейный, 20-й раз, и в пятый за время пребывания Каррика в команде. Майкл был включён команду года премьер-лиги, а также оказался среди номинантов на звание игрока года по версии ПФА; его игру в центре поля отмечали многие специалисты, в том числе главный тренер «Арсенала» Арсен Венгер. В итоге награда досталась Гарету Бэйлу из «Тоттенхэма». Каррик был признан игроком сезона «Манчестер Юнайтед» по результатам голосования своих одноклубников.

#### 2013—2018
В мае 2013 года пост главного тренера «Манчестер Юнайтед» покинул сэр Алекс Фергюсон, и его место занял другой шотландский тренер, Дэвид Мойес. Манкунианцы начали сезон 2013/14 победой в Суперкубке Англии, где их соперником выступал «Уиган». Каррик провёл на поле все 90 минут, а победу «Юнайтед» принёс дубль Робина ван Перси. 22 ноября Майкл заключил новый контракт с клубом до 2015 года с опцией продления ещё на один год.
Сезон сложился для Каррика неудачно. Он пропустил шесть недель в ноябре-декабре 2013 года из-за травмы ахиллова сухожилия, «красные дьяволы» под руководством нового тренера заняли 7-е место в премьер-лиге и впервые за много лет не квалифицировались в еврокубки. В Лиге чемпионов «Манчестер» уступил «Баварии» на стадии 1/4 финала. К следующему сезону манкунианцев вместо Мойеса готовил новый наставник — Луи ван Гал.
Летом 2014 года Каррик получил травму лодыжки и выбыл из игры на 3 месяца. Он вернулся на поле 2 ноября во время манчестерского дерби в премьер-лиге, выйдя на замену после удаления Криса Смоллинга. После возвращения Каррика «Манчестер Юнайтед» выиграл 6 матчей подряд, среди них была победа в северо-западном дерби над «Ливерпулем» со счётом 3:0. По мнению аналитика BBC Диди Хаманна, способность Майкла регулировать командный ритм и его игра в пас стали катализатором этих успехов. В декабре Луи ван Гал назначил Каррика вице-капитаном команды (капитаном с начала сезона был Уэйн Руни).
15 марта 2015 года Каррик забил «Тоттенхэму» и помог «Манчестер Юнайтед» разгромить лондонцев на «Олд Траффорд» (3:0). 20 марта он продлил контракт до июня следующего года. «Красные дьяволы» выступили лучше, чем в предыдущем сезоне, и, несмотря на не слишком удачную концовку чемпионата, заняли 4-е место в премьер-лиге.

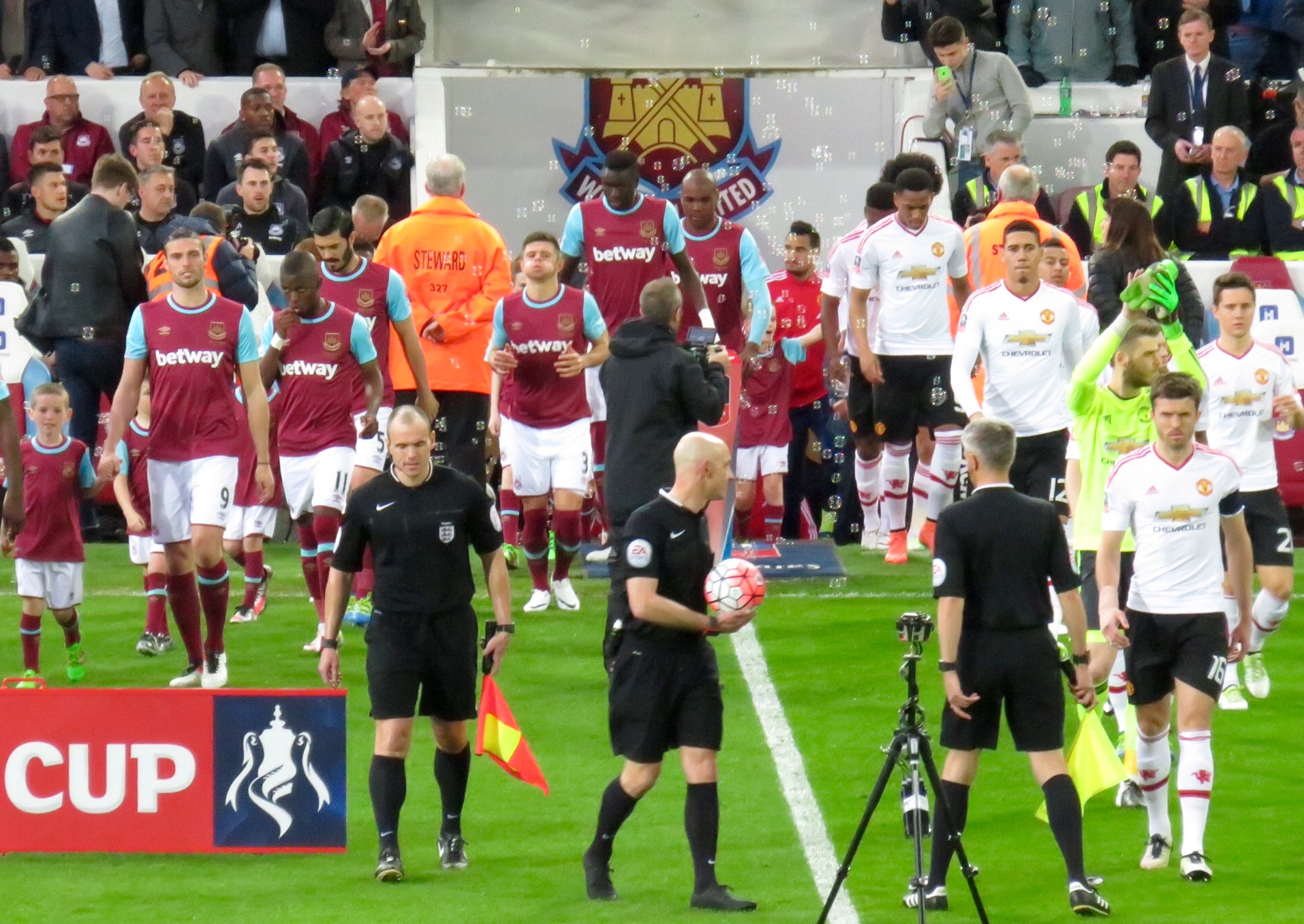
Каррик (справа) выводит команду на переигровку 1/4 финала Кубка Англии против «Вест Хэм Юнайтед» (13 апреля 2016 года)

Первый матч нового, 2016 года, в котором «Манчестер Юнайтед» дома победил «Суонси» (2:1), стал для Каррика 400-м в футболке «красных дьяволов». После этого он пропустил несколько недель из-за травмы и вышел на поле только 29 января в кубковой игре с «Дерби Каунти». За время паузы Майкл пропустил несколько матчей, в том числе дерби против «Ливерпуля». Он сам, а также травмированные защитники «Манчестера» Фил Джонс и Маркос Рохо, смотрели этот матч на гостевой трибуне «Энфилда» вместе с болельщиками «Юнайтед» и вместе с ними праздновали победный гол Руни на 78-й минуте, о чём тут же написали популярные английские издания и интернет-порталы.
21 мая 2016 года Майкл отыграл все 120 минут в финале Кубка Англии, где «Манчестер Юнайтед» встретился с лондонским «Кристал Пэлас». «Красные дьяволы» победили благодаря голу Джесси Лингарда в дополнительное время, и Каррик вместе с Уэйном Руни стал обладателем всех английских трофеев: чемпионского кубка премьер-лиги (5 раз), кубка Футбольной лиги и национального кубка. 9 июня, уже после замены ван Гала на Жозе Моуринью, Каррик подписал с «Юнайтед» новый однолетний контракт.
В дебютном матче английского сезона 2016/17 «Манчестер Юнайтед» взял верх над «Лестером» и завоевал Суперкубок Англии. 21 сентября 2016 года Каррик забил за «красных дьяволов» впервые с сезона 2014/15, поучаствовав в выездной победе «Манчестера» над клубом «Нортгемптон Таун» в первом раунде Кубка лиги. «Манчестер Юнайтед» дошёл до финала турнира, который состоялся 26 февраля на «Уэмбли». Майкл вышел на замену после перерыва и помог «Манчестер Юнайтед» довести матч с «Саутгемптоном» до победы со счётом 3:2.
Через несколько дней после окончания сезона Каррик заключил очередной контракт с клубом до июня 2018 года. 11 июля 2017 года «Манчестер Юнайтед» объявил о том, что после перехода Уэйна Руни в «Эвертон» Майкл Каррик является новым капитаном команды.
13 мая 2018 года Каррик провёл свой последний матч в карьере, в котором «Манчестер Юнайтед» дома обыграл «Уотфорд» со счётом 1:0.

## Карьера в сборной

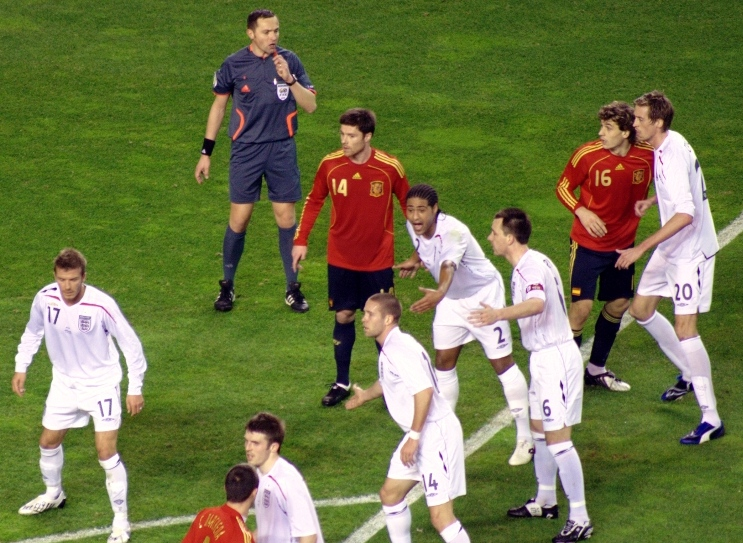
Каррик (внизу) в матче против сборной Испании 11 февраля 2009 года

Майкл впервые сыграл за основную сборную Англии в мае 2001 года в товарищеском матче против Мексики, заменив Дэвида Бекхэма. До этого он был вызван на игру против сборной Испании (февраль 2001 года), но остался в числе неиспользованных замен. Как игрок стартового состава Каррик дебютировал лишь в 2005 году, после четырёхлетнего перерыва в играх за сборную, выйдя на поле в матче со сборной США в Чикаго.
8 мая 2006 года главный тренер сборной Англии Свен-Ёран Эрикссон включил Каррика в заявку «трёх львов» на чемпионат мира 2006 года. На мундиале Майкл сыграл только в одном матче, 1/8 финала против сборной Эквадора (1:0 в пользу англичан), проведя на поле все 90 минут. Для следующей игры против португальцев Эрикссон избрал более оборонительную тактику, поставив на место Каррика Оуэна Харгривза, который в матче с Эквадором играл на позиции правого защитника. Сборная Англии проиграла в серии послематчевых пенальти и покинула турнир.
Несмотря на стабильную игру за «Манчестер Юнайтед», главные тренеры сборной Англии продолжали игнорировать Каррика. Майкл редко вызывался в сборную под руководством Эрикссона и его преемника, Стива Макларена. Фабио Капелло, назначенный главным тренером англичан 14 декабря 2007 года, не включил Каррика в состав на свой первый матч во главе сборной, также предпочитая использовать в центре полузащиты дуэт Фрэнка Лэмпарда и Стивена Джеррарда. 19 ноября 2008 года Каррик вышел в стартовом составе «трёх львов» в товарищеском матче против сборной Германии, который англичане выиграли со счётом 1:2. После этого он начал регулярно вызываться в сборную, правда, главным образом на товарищеские встречи. 1 июня 2010 года Капелло назвал Каррика в числе 23 футболистов для участия в предстоящем чемпионате мира, но так и не выпустил его на поле в четырёх матчах сборной Англии.
После чемпионата мира в Южной Африке Каррик не вызывался в сборную в течение двух лет. 10 августа 2012 года сменивший Капелло Рой Ходжсон включил Майкла в список игроков на товарищеский матч со сборной Италии, где Каррик провёл на поле 90 минут, а англичане выиграли с минимальным счётом (2:1). Каррик регулярно выходил на поле в отборочном турнире чемпионата мира-2014 и товарищеских матчах, его игра удостоилась лестных комментариев британской прессы, однако Ходжсон не включил Майкла в заявку на чемпионат.
27 марта 2015 года Каррик сыграл в футболке «трёх львов» впервые за 17 месяцев, приняв участие в квалификационном матче Евро-2016 против сборной Литвы (4:0).

### Матчи за сборную
| Матчи Майкла Каррика за сборную Англии | Матчи Майкла Каррика за сборную Англии | Матчи Майкла Каррика за сборную Англии | Матчи Майкла Каррика за сборную Англии | Матчи Майкла Каррика за сборную Англии | Матчи Майкла Каррика за сборную Англии | Матчи Майкла Каррика за сборную Англии |
| -------------------------------------- | -------------------------------------- | -------------------------------------- | -------------------------------------- | -------------------------------------- | -------------------------------------- | -------------------------------------- |
| №                                      | Дата                                   | Оппонент                               | Стадион                                | Счёт                                   | Турнир                                 |                                        |
| 1                                      | 25 мая 2001                            | Мексика                                | Прайд Парк                             | 4:0                                    | Товарищеский матч                      |                                        |
| 2                                      | 15 августа 2001                        | Нидерланды                             | Уайт Харт Лейн                         | 0:2                                    | Товарищеский матч                      |                                        |
| 3                                      | 28 мая 2005                            | США                                    | Солджер Филд                           | 2:1                                    | Товарищеский матч                      |                                        |
| 4                                      | 31 мая 2005                            | Колумбия                               | Джайентс                               | 3:2                                    | Товарищеский матч                      |                                        |
| 5                                      | 1 марта 2006                           | Уругвай                                | Энфилд                                 | 2:1                                    | Товарищеский матч                      |                                        |
| 6                                      | 3 июня 2006                            | Ямайка                                 | Олд Траффорд                           | 6:0                                    | Товарищеский матч                      |                                        |
| 7                                      | 25 июня 2006                           | Эквадор                                | Неккарштадион                          | 1:0                                    | Чемпионат мира по футболу 2006         |                                        |
| 8                                      | 6 сентября 2006                        | Северная Македония                     | Городской стадион Скопье               | 1:0                                    | Квалификация Евро-2008                 |                                        |
| 9                                      | 7 октября 2006                         | Северная Македония                     | Олд Траффорд                           | 0:0                                    | Квалификация Евро-2008                 |                                        |
| 10                                     | 11 октября 2006                        | Хорватия                               | Максимир                               | 0:2                                    | Квалификация Евро-2008                 |                                        |
| 11                                     | 15 ноября 2006                         | Нидерланды                             | Амстердам АренА                        | 1:1                                    | Товарищеский матч                      |                                        |
| 12                                     | 7 февраля 2007                         | Испания                                | Олд Траффорд                           | 0:1                                    | Товарищеский матч                      |                                        |
| 13                                     | 1 июня 2007                            | Бразилия                               | Уэмбли                                 | 1:1                                    | Товарищеский матч                      |                                        |
| 14                                     | 22 августа 2007                        | Германия                               | Уэмбли                                 | 1:2                                    | Товарищеский матч                      |                                        |
| 15                                     | 19 ноября 2008                         | Германия                               | Олимпийский стадион (Берлин)           | 2:1                                    | Товарищеский матч                      |                                        |
| 16                                     | 11 февраля 2009                        | Испания                                | Рамон Санчес Писхуан                   | 0:2                                    | Товарищеский матч                      |                                        |
| 17                                     | 28 марта 2009                          | Словакия                               | Уэмбли                                 | 4:0                                    | Товарищеский матч                      |                                        |
| 18                                     | 12 августа 2009                        | Нидерланды                             | Амстердам АренА                        | 2:2                                    | Товарищеский матч                      |                                        |
| 19                                     | 5 сентября 2009                        | Словения                               | Уэмбли                                 | 2:1                                    | Товарищеский матч                      |                                        |
| 20                                     | 10 октября 2009                        | Украина                                | Днепр-Арена                            | 0:1                                    | Квалификация ЧМ-2010                   |                                        |
| 21                                     | 3 марта 2010                           | Египет                                 | Уэмбли                                 | 3:1                                    | Товарищеский матч                      |                                        |
| 22                                     | 24 мая 2010                            | Мексика                                | Уэмбли                                 | 3:1                                    | Товарищеский матч                      |                                        |
| 23                                     | 15 августа 2012                        | Италия                                 | Уэмбли                                 | 2:1                                    | Товарищеский матч                      |                                        |
| 24                                     | 7 сентября 2012                        | Молдова                                | Зимбру                                 | 5:0                                    | Квалификация ЧМ-2014                   |                                        |
| 25                                     | 12 октября 2012                        | Сан-Марино                             | Уэмбли                                 | 5:0                                    | Квалификация ЧМ-2014                   |                                        |
| 26                                     | 17 октября 2012                        | Польша                                 | Национальный стадион                   | 1:1                                    | Квалификация ЧМ-2014                   |                                        |
| 27                                     | 26 марта 2013                          | Черногория                             | Под Горицом                            | 1:1                                    | Квалификация ЧМ-2014                   |                                        |
| 28                                     | 29 мая 2013                            | Ирландия                               | Уэмбли                                 | 1:1                                    | Товарищеский матч                      |                                        |
| 29                                     | 2 июня 2013                            | Бразилия                               | Маракана                               | 2:2                                    | Товарищеский матч                      |                                        |
| 30                                     | 11 октября 2013                        | Черногория                             | Уэмбли                                 | 4:1                                    | Квалификация ЧМ-2014                   |                                        |
| 31                                     | 15 октября 2013                        | Польша                                 | Уэмбли                                 | 2:0                                    | Квалификация ЧМ-2014                   |                                        |
| 32                                     | 27 марта 2015                          | Литва                                  | Уэмбли                                 | 4:0                                    | Квалификация ЧЕ-2016                   |                                        |
| 33                                     | 31 марта 2015                          | Италия                                 | Ювентус                                | 1:1                                    | Товарищеский матч                      |                                        |
| 34                                     | 13 ноября 2015                         | Испания                                | Хосе Рико Перес                        | 0:2                                    | Товарищеский матч                      |                                        |

Итого: 34 матча / 0 голов; 18 побед, 9 ничьих, 7 поражений.

## Тренерская карьера
Сразу же после окончания игровой карьеры Каррик вошёл в тренерский штаб «Манчестер Юнайтед», который возглавлял Жозе Моуринью, заняв пост ассистента главного тренера. Продолжил работать в этом же качестве в штабе Уле Гуннара Сульшера, а после его отставки 21 ноября 2021 года был назначен исполняющим обязанности главного тренера «Манчестер Юнайтед». После назначения Ральфа Рангника временным главным тренером до конца сезона 2021/22 Каррик принял решение покинуть клуб.
24 октября 2022 года был назначен главным тренером клуба Чемпионшипа «Мидлсбро».

## Достижения

### Командные
«Вест Хэм Юнайтед»
- Обладатель Молодёжного кубка Англии: 1999

«Манчестер Юнайтед»
- Чемпион Премьер-лиги (5): 2006/07, 2007/08, 2008/09, 2010/11, 2012/13
- Обладатель Кубка Англии: 2015/16
- Обладатель Кубка Футбольной лиги (2): 2009/10, 2016/17
- Обладатель Суперкубка Англии (6): 2007, 2008, 2010, 2011, 2013, 2016
- Победитель Лиги чемпионов УЕФА: 2007/08
- Победитель Лиги Европы УЕФА: 2016/17
- Победитель Клубного чемпионата мира: 2008

Итого: 17 трофеев

### Личные
- Включён в команду года по версии ПФА (2): 2003/04 (первый дивизион), 2012/13 (Премьер-лига)

## Статистика выступлений
| Клуб                    | Сезон            | Лига | Лига | Кубок Англии | Кубок Англии | Кубок лиги | Кубок лиги | Еврокубки | Еврокубки | Прочие | Прочие | Итого | Итого |
| Клуб                    | Сезон            | Игры | Голы | Игры         | Голы         | Игры       | Голы       | Игры      | Голы      | Игры   | Голы   | Игры  | Голы  |
| ----------------------- | ---------------- | ---- | ---- | ------------ | ------------ | ---------- | ---------- | --------- | --------- | ------ | ------ | ----- | ----- |
| Вест Хэм Юнайтед        | 1999/00          | 8    | 1    | 0            | 0            | 0          | 0          | 1         | 0         | 0      | 0      | 9     | 1     |
| Вест Хэм Юнайтед        | 2000/01          | 33   | 1    | 4            | 0            | 4          | 0          | 0         | 0         | 0      | 0      | 41    | 1     |
| Вест Хэм Юнайтед        | 2001/02          | 30   | 2    | 1            | 0            | 1          | 0          | 0         | 0         | 0      | 0      | 32    | 2     |
| Вест Хэм Юнайтед        | 2002/03          | 30   | 1    | 2            | 0            | 2          | 0          | 0         | 0         | 0      | 0      | 34    | 1     |
| Вест Хэм Юнайтед        | 2003/04          | 35   | 1    | 4            | 0            | 1          | 0          | —         | —         | 3      | 0      | 43    | 1     |
| Вест Хэм Юнайтед        | Итого            | 136  | 6    | 11           | 0            | 8          | 0          | 1         | 0         | 3      | 0      | 159   | 6     |
| Суиндон Таун (аренда)   | 1999/00          | 6    | 2    | 0            | 0            | 0          | 0          | —         | —         | 0      | 0      | 6     | 2     |
| Суиндон Таун (аренда)   | Итого            | 6    | 2    | 0            | 0            | 0          | 0          | 0         | 0         | 0      | 0      | 6     | 2     |
| Бирмингем Сити (аренда) | 1999/00          | 2    | 0    | 0            | 0            | 0          | 0          | —         | —         | 0      | 0      | 2     | 0     |
| Бирмингем Сити (аренда) | Итого            | 2    | 0    | 0            | 0            | 0          | 0          | 0         | 0         | 0      | 0      | 2     | 0     |
| Тоттенхэм Хотспур       | 2004/05          | 29   | 0    | 6            | 0            | 3          | 0          | 0         | 0         | 0      | 0      | 38    | 0     |
| Тоттенхэм Хотспур       | 2005/06          | 35   | 2    | 1            | 0            | 1          | 0          | 0         | 0         | 0      | 0      | 37    | 2     |
| Тоттенхэм Хотспур       | Итого            | 64   | 2    | 7            | 0            | 4          | 0          | 0         | 0         | 0      | 0      | 75    | 2     |
| Манчестер Юнайтед       | 2006/07          | 33   | 3    | 7            | 1            | 0          | 0          | 12        | 2         | 0      | 0      | 52    | 6     |
| Манчестер Юнайтед       | 2007/08          | 31   | 2    | 4            | 0            | 1          | 0          | 12        | 0         | 1      | 0      | 49    | 2     |
| Манчестер Юнайтед       | 2008/09          | 28   | 4    | 3            | 0            | 1          | 0          | 9         | 0         | 2      | 0      | 43    | 4     |
| Манчестер Юнайтед       | 2009/10          | 30   | 3    | 0            | 0            | 5          | 1          | 8         | 1         | 1      | 0      | 44    | 5     |
| Манчестер Юнайтед       | 2010/11          | 28   | 0    | 3            | 0            | 1          | 0          | 11        | 0         | 1      | 0      | 44    | 0     |
| Манчестер Юнайтед       | 2011/12          | 30   | 2    | 2            | 0            | 1          | 0          | 7         | 0         | 1      | 0      | 41    | 2     |
| Манчестер Юнайтед       | 2012/13          | 36   | 1    | 5            | 0            | 0          | 0          | 5         | 1         | 0      | 0      | 46    | 2     |
| Манчестер Юнайтед       | 2013/14          | 29   | 1    | 0            | 0            | 3          | 0          | 7         | 0         | 1      | 0      | 40    | 1     |
| Манчестер Юнайтед       | 2014/15          | 18   | 1    | 2            | 0            | 0          | 0          | 0         | 0         | 0      | 0      | 20    | 1     |
| Манчестер Юнайтед       | 2015/16          | 28   | 0    | 5            | 0            | 1          | 0          | 8         | 0         | 0      | 0      | 42    | 0     |
| Манчестер Юнайтед       | 2016/17          | 23   | 0    | 2            | 0            | 5          | 1          | 7         | 0         | 1      | 0      | 38    | 1     |
| Манчестер Юнайтед       | 2017/18          | 2    | 0    | 2            | 0            | 1          | 0          | 0         | 0         | 0      | 0      | 5     | 0     |
| Манчестер Юнайтед       | Итого            | 316  | 17   | 35           | 1            | 19         | 2          | 86        | 4         | 8      | 0      | 464   | 24    |
| Всего за карьеру        | Всего за карьеру | 524  | 27   | 53           | 1            | 31         | 2          | 87        | 4         | 11     | 0      | 706   | 34    |

## Тренерская статистика
| Манчестер Юнайтед (и. о.) | 21 ноября 2021  | 2 декабря 2021 | 3  | 2  | 1 | 0  | 066,67 |
| Мидлсбро                  | 24 октября 2022 |                | 66 | 35 | 8 | 23 | 053,03 |
| Итого                     | Итого           | Итого          | 69 | 37 | 9 | 23 | 053,62 |

## Личная жизнь
Младший брат Майкла, Грэм (род. 3 апреля 1985 года) также является выпускником академии «Вест Хэм Юнайтед», но его карьере помешал ряд травм. Теперь он работает тренером по навыкам в ФА (англ. FA Skills Coach). До этого он работал в академии «Ньюкасла» тренером по работе с детьми до 10 лет.
Майкл Каррик женился на Лизе Рафед, профессиональном инструкторе по пилатесу, 16 июня 2007 года, причём в тот же день прошли свадебные церемонии партнёров Каррика по сборной — Гари Невилла и Стивена Джеррарда. Майкл и Лиза познакомились ещё в школе в Уолсенде. В апреле 2008 года в семье Карриков родилась девочка, Луиза, а два года спустя сын Джейси.